# Фиалка высокая
Фиа́лка высо́кая (лат. Vīola elātior) — вид двудольных цветковых растений, включённый в род Фиалка (Viola) семейства Фиалковые (Violaceae).

## Ботаническое описание
Фиалка высокая — многолетнее травянистое растение 15—50 см высотой. Прикорневые листья отсутствуют. Стеблевые листья ланцетовидно-сердцевидные, 3—9 см длиной. Прилистники до 1,5 см длиной, обычно зубчатые.
Цветки 2—2,5 см в диаметре, бледно-голубого цвета.
Коробочка при созревании не опускающаяся на землю, а взрывающаяся и выбрасывающая наружу семена. Семена мелкие, обратнояйцевидные, с ариллусом, 2,1—2,4×1,2—1,4 мм, с блестящей тёмно-коричневой поверхностью.
Число хромосом 2n = 40.

## Ареал
Фиалка высокая широко распространена в Евразии, однако достаточно редка. Произрастает на заливных лугах, в зарослях кустарников на болотах, на опушках лесов.

## Таксономия
|  |                                      |  |                                                         |                                                         |                     |  | ещё 34 семейства, в том числе Клузиевые, Мальпигиевые, Молочайные и Страстоцветные (согласно Системе APG III) | ещё 34 семейства, в том числе Клузиевые, Мальпигиевые, Молочайные и Страстоцветные (согласно Системе APG III) |                    |  |  |  | ещё около 200 видов |
|  |                                      |  |                                                         |                                                         |                     |  | ещё 34 семейства, в том числе Клузиевые, Мальпигиевые, Молочайные и Страстоцветные (согласно Системе APG III) | ещё 34 семейства, в том числе Клузиевые, Мальпигиевые, Молочайные и Страстоцветные (согласно Системе APG III) |                    |  |  |  | ещё около 200 видов |
|  |                                      |  |                                                         | порядок Мальпигиецветные                                |                     |  | | | род Фиалка         |  |  |  |                     |
|  |                                      |  |                                                         | порядок Мальпигиецветные                                |                     |  | | | род Фиалка         |  |  |  |                     |
|  | отдел Цветковые, или Покрытосеменные |  |                                                         |                                                         | семейство Фиалковые |  | | | вид Фиалка высокая |  |  |  |                     |
|  | отдел Цветковые, или Покрытосеменные |  |                                                         |                                                         | семейство Фиалковые |  | | |                    |  |  |  |                     |
|  |                                      |  | ещё 58 порядков цветковых растений (по Системе APG III) | ещё 58 порядков цветковых растений (по Системе APG III) |                     |  | | ещё около 15 родов                                                                                            | ещё около 15 родов |  |  |  |                     |
|  |                                      |  |                                                         | ещё 58 порядков цветковых растений (по Системе APG III) |                     |  | | | ещё около 15 родов |  |  |  |                     |

### Синонимы
В 2010 году было предложено законсервировать название Viola elatior с синонимами V. hornemanniana и V. stipulacea как гораздо более часто и однозначно употребляемое, а также отвергнуть название V. montana как наиболее неоднозначно трактуемое. IAPT одобрила это предложение, соответствующие поправки будут внесены в следующий Кодекс ботанической номенклатуры.
- Viola erecta Gilib., 1782, nom. illeg.
- Viola hornemanniana Schult., 1819, nom. nov., nom. rej. prop.
- Viola montana L., 1753, nom. rej. prop.
- Viola persicifolia auct.
- Viola stipulacea Hartm., 1820, nom. rej. prop.
- Viola stricta Hornem., 1815, nom. illeg.